# Dom nauki wrażeń
Dom nauki wrażeń − pierwszy singel pochodzący z debiutanckiego albumu Uwaga! Jedzie tramwaj zespołu Lenny Valentino.

## Lista utworów
1. "Dom nauki wrażeń" − 4:12
2. "Dom nauki wrażeń" − 3:11
3. "W-21" − 3:27
4. "W-34" − 3:16

## Skład zespołu
- Artur Rojek — śpiew, gitara
- Mietall Waluś — gitara basowa
- Maciej Cieślak — gitara, chórki
- Jacek Lachowicz — instrumenty klawiszowe
- Arkady Kowalczyk — perkusja